# Silly-sur-Nied
Silly-sur-Nied – miejscowość i gmina we Francji, w regionie Grand Est, w departamencie Mozela.
Według danych na rok 1990 gminę zamieszkiwało 718 osób, a gęstość zaludnienia wynosiła 158 osób/km² (wśród 2335 gmin Lotaryngii Silly-sur-Nied plasuje się na 476. miejscu pod względem liczby ludności, natomiast pod względem powierzchni na miejscu 1051.).